# 우디네도
우디네도(이탈리아어: provincia di Udine; 프리울리어: provincie di Udin; 슬로베니아어: Videmska pokrajina; 레시아어 : Vydänskä provinčjä; 독일어: Provinz Weiden)은 이탈리아 프리울리베네치아줄리아주의 도이다. 도청 소재지는 우디네이며, 면적은 4,905 km2, 인구는 539,224(2008)이다.